# Hári Pál
Hári Pál, születési és 1882-ig használt nevén Hirschel Pál (Pest, 1869. augusztus 29. – Budapest, Terézváros, 1933. május 10.) magyar orvos, biokémikus, egyetemi tanár.

## Életpályája
Szülei Hári (Hirschel) Henrik (1832–1915) terménykereskedő és Müller Rozália voltak. Középiskolai tanulmányait a Kegyes-tanítórendek Budapesti Főgimnáziumában végezte, majd felvételt nyert a Budapesti Tudományegyetem Orvostudományi Karára, de orvosi oklevelét már a Bécsi Egyetemen szerezte meg, 1894-ben. Ezután Boas berlini tanár mellett, majd a Bókay Árpád igazgatásával működő Gyógyszertani Intézetben, később a Tangl Ferenc által vezetett Általános Kórtani Intézetben volt tanársegéd. 1906-ban az orvosi kémiai diagnosztika magántanára lett. 1915-ben mint nyilvános rendkívüli tanár a budapesti Élet- és Kórvegytani Tanszék vezetőjének nevezték ki. 1919-től nyilvános rendes tanár volt.
Fejlesztette a kalorimetria módszertanát. Jelentős kutatásokat végzett az anyagcserével, a hemoglobin és származékainak spektrofotometriás vizsgálatával kapcsolatban. Hazánkban a biokémiai kutatások egyik megteremtője.
Házastársa Perlmutter Dorottya (1879–1938) volt, Perlmutter Adolf és Schüller Henrietta lánya, akit 1899. október 21-én vett feleségül. Fiai Hári Andor (1900–1966) és Hári Félix (1901–1973).
Sírja a Kozma utcai izraelita temetőben található (5B-11-25).

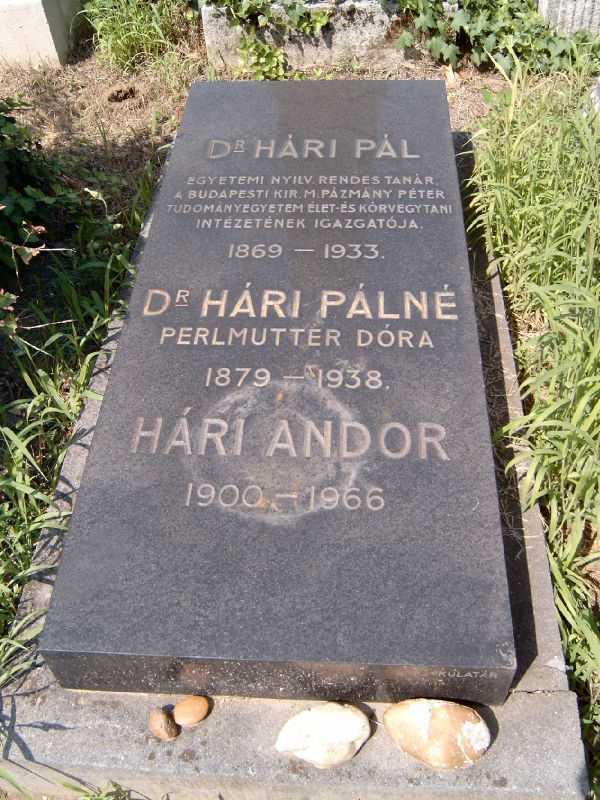
Sírja Budapesten. Kozma utcai izraelita temető: 5B-11-25.

## Művei
- Vasfelszívódás a gyomorban és a duodenumban (Budapest, 1899)
- Vizsgálatok a hőszabályozás élettanának köréből (Eger, 1908)
- Adatok a téli álmot alvó emlősök anyagforgalmához (Budapest, 1909)
- A vértransfusio hatása az anyag- és energiaforgalomra (Eger, 1910)
- Az élet- és kórvegytan tankönyve (Budapest, 1913)